# The Unknown (film 1915)
The Unknown è un film muto del 1915 diretto da George Melford. La sceneggiatura di Margaret Turnbull si basa su The Red Mirage, romanzo di Ida Alexa Ross Wylie pubblicato a Londra nel 1913. Nel 1928, la Universal ne farà un remake dal titolo The Foreign Legion.

## Trama
Richard Farquhar, dopo una notte di follie passata a Tangeri, scandalizza talmente con il suo comportamento il ricchissimo zio che questi lo toglie dal testamento, diseredandolo. Mentre si trova in un caffè a pensare sconsolato al proprio futuro, Richard si trova coinvolto in una violenta disputa contro un arabo che sta insultando una ragazza americana, Nancy Preston.
Volendo mettere fine alla sua vita scapestrata, Richard si arruola nella Legione Straniera sotto falso nome. Destinn, capitano del suo reggimento, vedendolo con Nancy, si ingelosisce e gli ordina di andare in missione nel deserto, alla ricerca di alcuni banditi beduini. Ciò provoca la reazione dei soldati, che si ribellano: dopo aver legato il capitano, lo lasciano morire nel deserto. Ignaro dell'accaduto, Richard libera Destinn ma viene accusato di essere a capo dei rivoltosi. Condannato a morte, Richard viene fatto fuggire da Nancy, solo per finire nuovamente catturato da Destinn. Sembra che per lui sia giunta la fine. Il capitano, però, lo libera e lo lascia andare via con Nancy: Destinn, vedendo appuntata su Richard una Victoria Cross, ha riconosciuto la medaglia che gli era appartenuta e che dimostra che quello è, in realtà, suo figlio.

## Produzione
Il film fu prodotto dalla Jesse L. Lasky Feature Play Company.

## Distribuzione
Il copyright del film, richiesto dalla Jesse L. Lasky Feature Play Co., Inc., fu registrato il 24 novembre 1915 con il numero LU7019. Distribuito dalla Paramount Pictures, il film uscì nelle sale cinematografiche statunitensi il 9 dicembre 1915.
Copia della pellicola è conservata negli archivi della Library of Congress (positivo in acetato in 35mm) .